# Vela nos Jogos Pan-Americanos de 2019 - Lightning
A competição de Sunfish nos Jogos Pan-Americanos de 2019 realizou-se de 4 a 10 de agosto no Yacht Club Peruano, na cidade de Paracas. Disputaram-se 11 regatas (10 classificatórias e a regata das medalhas).

## Formato da competição
A prova consistiu em 10 regatas classificatórias e uma de definição das medalhas. A posição em cada regata traduziu-se em pontos (o primeiro classificado somava um ponto na classificação, enquanto o 7º, por exemplo, somava 7 pontos), que foram acumulados de regata a regata para obter a classificação. Após a fase classificatória, as cinco melhores duplas se classificaram à regata da medalha. Nesta fase, os pontos acumulados nas regatas classificatórias foram somados aos pontos da regata final.

## Medalhistas
| Ouro   | ARG Javier Conte, Paula Salerno e Ignacio Giammona  |
| Prata  | BRA Cláudio Biekarck, Isabel Ficker e Gunnar Ficker |
| Bronze | CHI Felipe Robles, Andrés Guevara e Paula Herman    |

## Calendário
Horário local (UTC-5).
| Data         | Horário | Fase            |
| ------------ | ------- | --------------- |
| 4 de agosto  | 12:00   | Regata 1        |
| 5 de agosto  | 11:10   | Regata 2 e 3    |
| 6 de agosto  | 11:10   | Regata 4, 5 e 6 |
| 7 de agosto  | 11:10   | Regata 7, 8 e 9 |
| 8 de agosto  | 12:10   | Regata 10       |
| 10 de agosto | 10:30   | Regata final    |

## Resultados
| Pos.              | Velejador                                    | Nacionalidade      | Regata | Regata | Regata | Regata | Regata | Regata | Regata | Regata | Regata | Regata | Regata | Total pontos | Pontuação final |
| Pos.              | Velejador                                    | Nacionalidade      | 1      | 2      | 3      | 4      | 5      | 6      | 7      | 8      | 9      | 10     | F      | Total pontos | Pontuação final |
| ----------------- | -------------------------------------------- | ------------------ | ------ | ------ | ------ | ------ | ------ | ------ | ------ | ------ | ------ | ------ | ------ | ------------ | --------------- |
| Medalha de ouro   | Javier Conte Paula Salerno Ignacio Giammona  | ARG Argentina      | 4      | 3      | 2      | (5)    | 1      | 1      | 3      | 1      | 2      | 1      | 2      | 25           | 20              |
| Medalha de prata  | Cláudio Biekarck Isabel Ficker Gunnar Ficker | BRA Brasil         | (7)    | 4      | 1      | 2      | 3      | 2      | 1      | 2      | 1      | 2      | 6      | 31           | 24              |
| Medalha de bronze | Felipe Robles Andrés Guevara Paula Herman    | CHI Chile          | 1      | 1      | 4      | 3      | 4      | 3      | 2      | (6)    | 3      | 5      | 12 OCS | 44           | 38              |
| 4                 | Julio Velez Irene Suarez Eduardo Viteri      | ECU Equador        | 3      | 5      | 5      | 4      | (6)    | 4      | 5      | 4      | 6      | 4      | 4      | 50           | 44              |
| 5                 | Jody Swanson Ian Jones Dennis Dieball        | USA Estados Unidos | 2      | 2      | 3      | (7)    | 5      | 5      | 4      | 3      | 7      | 3      | 12 OCS | 53           | 46              |
| 6                 | Daniel Mendoza Jimena Gaviño Sergio Levaggi  | PER Peru           | 6      | 6      | 6      | 1      | (7)    | 6      | 6      | 5      | 4      | 6      | —      | 53           | 46              |
| 7                 | Richard Walsh Alex Cox Nikka Stoger          | CAN Canadá         | 5      | (7)    | 7      | 6      | 2      | 7      | 7      | 7      | 5      | 7      | —      | 60           | 53              |

Legenda
| Recorde mundial                  | Recorde mundial (World record)               |                       | Recorde africano                      | Recorde africano (African) |                                           | Q | Classificado por posição (Qualified) |
| Recorde dos Jogos Pan-Americanos | Recorde pan-americano (Pan-American record)  | Recorde da América    | Recorde da América (Americas)         | q                          | Classificado por melhor tempo (Qualified) |   |                                      |
| Melhor marca do ano              | Melhor marca do ano (World leading)          | Recorde asiático      | Recorde asiático (Asian)              | DNS                        | Não largou (Did not start)                |   |                                      |
| Recorde nacional                 | Recorde nacional (National record)           | Recorde europeu       | Recorde europeu (European)            | DNF                        | Não terminou (Did not finish)             |   |                                      |
| Recorde pessoal                  | Recorde pessoal do atleta (Personal best)    | Recorde da Oceania    | Recorde da Oceania (Oceania)          | DSQ / DQ                   | Desclassificado (Disqualified)            |   |                                      |
| Recorde da temporada             | Recorde da temporada do atleta (Season best) | Recorde sul-americano | Recorde sul-americano (South America) | NM                         | Sem marca (No mark)                       |   |                                      |

### Vela
| M   | Regata da Medalha da qual só participam os dez primeiros colocados das regatas anteriores  |  |  | CAN | Regata cancelada |
| BFD | Desclassificado por bandeira preta (Black Flag Disqualified)                               |  |  |     |                  |
| UFD | Desclassificado por bandeira "U" (U Flag Disqualified)                                     |  |  |     |                  |
| OCS | Largada queimada (On the Course Side of the starting line)                                 |  |  |     |                  |
| DNE | Desclassificação sem eliminação (infração a um item do regulamento da prova – Did Not End) |  |  |     |                  |